# Blacus townesi
Blacus townesi är en stekelart som beskrevs av Haeselbarth 1974. Blacus townesi ingår i släktet Blacus och familjen bracksteklar. Inga underarter finns listade.